# 敦賀美方農業協同組合

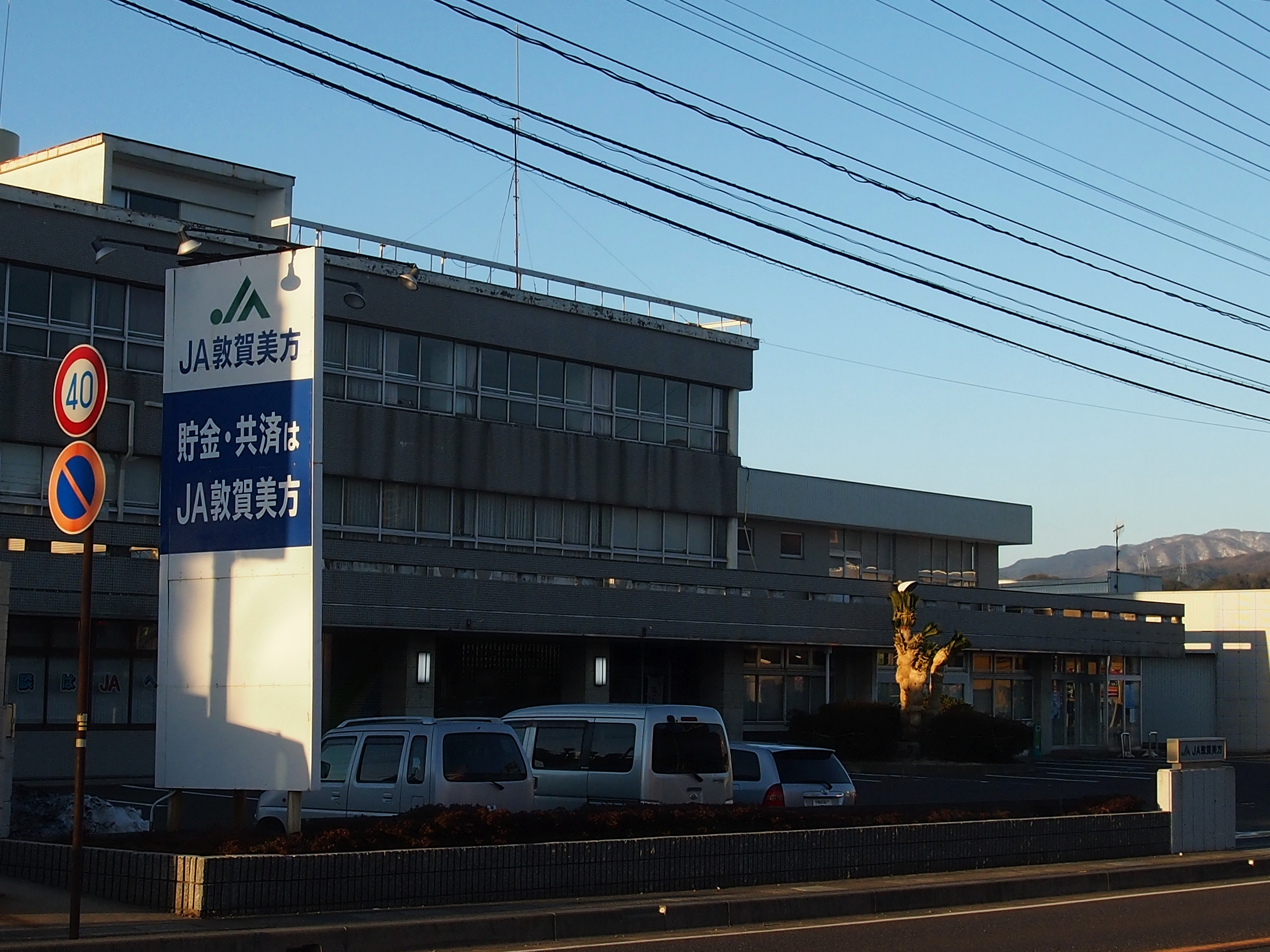
旧敦賀美方農業協同組合本店

敦賀美方農業協同組合（つるがみかたのうぎょうきょうどうくみあい）は、かつて福井県敦賀市に本店を置いていた農業協同組合（JA）。通称はJA敦賀美方。
2020年（令和2年）4月1日に、越前たけふ農業協同組合（JA越前たけふ）を除く福井県内の各JAと合併し福井県農業協同組合（JA福井県）が発足。これに伴い、JA敦賀美方は廃止された。

## 概要
- 1964年4月、敦賀市内の6つの農業協同組合が合併して、敦賀市農業協同組合が誕生。
- 2012年1月1日、三方五湖農業協同組合・若狭美浜町農業協同組合と合併し、敦賀美方農業協同組合となる。
  - 管轄の区域は敦賀市、三方郡美浜町、三方上中郡若狭町（旧三方郡三方町の区域のみ）
- 2020年4月1日 福井県農業協同組合発足に伴い廃止。
- 旧本店：福井県敦賀市三島町二丁目11番11号
  - 旧本店は、JA福井県の敦賀支店となっている[5]。